# Alta Distinció de la Generalitat Valenciana
L'Alta Distinció de la Generalitat Valenciana l'atorga la Generalitat Valenciana amb la finalitat de recompensar a persones físiques o entitats que s'han distingit en la seua activitat al servei dels interessos del País Valencià en el marc de les Distincions 9 d'Octubre. Es lliura, a títol pòstum, a les víctimes mortes per actes de terrorisme i es concedeix per decret, previ acord del Consell. Va ser creada en 1986, regulada pel Decret 28/1986, de 19 de març, modificat pel Decret 177/2003, de 12 setembre.
| Any  | Condecorats |
| ---- | --- |
| 2024 | Amparo Cabanes Pecourt |
| 2023 | Enith Salón Marcuello Ivana Andrés Sanz |
| 2022 | Miguel Hernández Gilabert (A títol pòstum) Enric Valor i Vives (A títol pòstum) Manuel Vicent Recatalá Soledad Giménez Muñoz Poble d'Ucraïna                                                                         |
| 2021 | Als equips de vacunació contra la COVID-19 |
| 2020 | Al poble valencià, pel seu paper crucial per a previndre i contenir la transmissió del coronavirus |
| 2019 | Francisco Brines Bañó Laura Pastor Collado (A títol pòstum) Francis Montesinos Rosa Serrano i Llàcer |
| 2018 | Carmen Alborch Bataller Dispositiu del vaixell Aquarius |
| 2017 | Joan Manuel Serrat Teresa Hortensia María Herrero Chacón Adela Cortina Orts |
| 2016 | Alejandra Soler Gilabert Joan Genovés i Candel |
| 2015 | Ramon Pelegero i Sanchis, Raimon Associació de Víctimes de Metro 3 de Juliol |
| 2014 | Adolfo Suárez González (A títol pòstum) Felip VI Avelino Corma Canós Manuel Peláez Castillo |
| 2013 | Lo Rat Penat José María Dols Samper Manuel i Héctor Colonques Moreno José Soriano Ramos (A títol pòstum) |
| 2012 | Unitat Militar d'Emergències Agustín Escardino Benlloch |
| 2011 | Ford Motor Company Vicente Barrera Simó |
| 2010 | Antonio Gil Olcina |
| 2009 | José Ramón García Antón (A títol pòstum) Vicenç Ferrer Moncho (A títol pòstum) Col·legi d'Advocats de València Pedro Cavadas Rodríguez Associació Casa de la Caritat de València Ricardo García Cerdán, Pare Ricardo |
| 2008 | Congregació de les Germanetes dels Ancians Desemparats |
| 2007 | Joan Carles I d'Espanya Santiago Grisolía García |
| 2006 | Pere Maria Orts i Bosch Juan Roig Alfonso |
| 2005 | Santiago Calatrava Valls |
| 2004 | Manuel Tarancón Fandos (A títol pòstum) José Luis Olivas Martínez |
| 2003 | Víctimes del Terrorisme José Mir Pallardó Felipe Garín Ortiz de Taranco Juan Carlos Ferrero Donat |
| 2002 | Eduardo Zaplana Hernández-Soro |
| 2001 | Luis Fernando Saura Martínez (A títol pòstum) Ciutat de Castelló de la Plana |
| 2000 | Antonio Gutiérrez Vergara Enrique Ponce Martínez |
| 1999 | Universitat de València |
| 1998 | Consell Valencià de Cultura |
| 1997 | Orfeó Universitari de València Emilio Attard Alonso |
| 1996 | Membres de la Ponència Redactora de l'Estatut d'Autonomia de la Comunitat Valenciana Vicent González i Lizondo |
| 1995 | Josep Lluís Albinyana i Olmos Enric Monsonís Domingo Joan Lerma Blasco |
| 1994 | José María López Piñero Ovidi Montllor i Mengual Bandes de música del País Valencià (En la seua representació la Federació de Societats Musicals de la Comunitat Valenciana) Veïns del municipi de Millars           |
| 1993 | Luis García Berlanga |
| 1992 | Manuel Broseta Pont (A títol pòstum) Joan Fuster i Ortells (A títol pòstum) |
| 1991 | Francisco Tomàs i Valiente |
| 1990 | Vicent Enrique i Tarancón Misteri d'Elx Alberto Sols García |
| 1989 | Ciutat d'Alacant |
| 1988 | Tribunal de les Aigües de València |
| 1987 | Joaquín Muñoz Peirats (A títol pòstum) |
| 1986 | Pascual Carrión y Carrión (A títol pòstum) |